# Espadaea
Espadaea é um género monotípico de plantas com flores pertencentes à família Solanaceae. A única espécie é Espadaea amoena.
A sua área de distribuição nativa é Cuba.